# رودريغو غيريرو
رودريغو غيريرو (بالإسبانية: Rodrigo Guerrero)‏ مواليد 10 يناير 1988 في مدينة مكسيكو، هو ملاكم محترف مكسيكي يصنف ضمن فئة وزن الذبابة. حقق بطولة الاتحاد الدولي للملاكمة.

## إحصائيات
خاض خلال مسيرته 31 نزالا، فاز في 24 وتعادل في 1 وخسر في 6. فاز بالضربة القاضية في 16 نزالا.

## روابط خارجية
- رودريغو غيريرو على موقع بوكس ريك (الإنجليزية) (registration required)